# Arquieparquia de Arbil
A Arquieparquia de Arbil (Archieparchia Arbilensis Chaldaeorum) é uma arquieparquia da Igreja Católica Caldeia situada no Iraque, com sé em Ankawa. 

## História
Uma jurisdição católica já existia no século XIII, depois foi absorbida pela arquieparquia de Mosul. Novamente foi elevada à arquieparquia em 1968 por Paulo VI. Tem 30.000 batizados por 7 paróquias.

## Lista dos arquieparcas
- Estevão Babaca (Babeka) † (1969 - 1994)
- Hanna Markho † (1994 - 1996)
- Jacques Ishaq † (1997 - 1999)
- Yacoub Denha Scher † (2001 - 2005)

Sè vacante (2005-2010)
- Bashar Warda, C.Ss.R., depois de 24 de maio de 2010